# Cantó de Miribel
El cantó de Miribel és un cantó francès del departament de l'Ain, situat al districte de Bourg-en-Bresse. Té 5 municipis i el cap és Miribel.

## Municipis
- Beynost
- Miribel
- Neyron
- Saint-Maurice-de-Beynost
- Thil

## Història
| Data d'elecció                           | Identitat       | Partit                     | Qualitat |
| ---------------------------------------- | --------------- | -------------------------- | -------- |
| 1982-1998                                | Jean Beaufort   | Divers droite, després UDF |          |
| 1998-2009                                | Jacques Berthou | Divers gauche              |          |
| 2009-                                    | Pierre Goubet   | Divers gauche              |          |
| les dades anteriors no són pas conegudes |                 |                            |          |
|                                          |                 |                            |          |

## Demografia
| A partir de 1990: Població sense dobles comptes |